# Campaña del Juguete
La Campaña del Juguete es un festival musical sin fines de lucro que beneficia a hospitales pediátricos e instituciones afines en Uruguay y Argentina. 

## Historia
Fundada por el periodista y escritor montevideano Emilio Pérez Miguel en 2013, la Campaña del Juguete es una presentación musical que beneficia a hospitales de pediatría e instituciones uruguayas y argentinas, citando a artistas de ambas nacionalidades.
En palabras de su fundador, la Campaña del Juguete "apunta a activar valores de solidaridad en los más jóvenes en un contexto en el cual la música opera como vehículo emocional".
Sus dos primeras instancias se plantearon en el marco de las presentaciones de Ayer La Lluvia, un libro de Emilio Pérez Miguel que se presentó con músicos jóvenes y experimentados en escenarios hasta entonces ajenos a actividades literarias, en un total de diecisiete eventos entre 2013 y 2014. Ésta dinámica sería conservada en las ediciones subsiguientes de la Campaña del Juguete, siendo la comunión de estilos y la participación de artistas emergentes y establecidos del Río de La Plata su rasgo distintivo.
Como enseña su nombre, la entrada a cada concierto es un juguete. Todo lo recolectado se dona en Navidad a hospitales pediátricos. Los principales beneficiarios son el Hospital Pereira Rossell en Montevideo y el Hospital Garrahan en Buenos Aires.
A partir de la edición 2018 los eventos comenzaron a beneficiar a otras instituciones, incluyendo escuelas de contexto crítico en el interior del país, la Escuela Horizonte de Montevideo, la Fundación Pérez Scremini. y refugios de animales
En el marco de los conciertos que se efectúan cada año, también se desarrollan actividades formativas para músicos. La edición 2015 incluyó un taller de composición de canciones orientado a niños y en 2018 el argentino Tito Fargo (exintegrante de Patricio Rey y sus Redonditos de Ricota y la Hurlingham Reggae Band y productor de No Te Va Gustar) dictó una clínica de guitarras en la Sala Mario Benedetti de AGADU.
Comenzando en 2022, los artistas que participan de estos eventos tienen la posibilidad de editar sus obras en formato físico a través del sello "Canción Solidaria Discos".
La Campaña del Juguete es una actividad declarada de interés cultural por el Ministerio de Educación y Cultura de Uruguay, debido a "el aporte en el campo artístico y cultural que significa un evento benéfico a favor de un centro asistencial para niños, en nuestro país, con participación de músicos argentinos y uruguayos”, los cuales han incluido a Cuentos Borgeanos, Abril Sosa, Marilina Bertoldi, Marcelo Moura, Tito Fargo y Hugo Fattoruso

## Artistas que participaron en el festival
- 2013: Christian Cary, Mariana Sayas, Buentiempo
- 2014: Puzzle, Control Z, Nico Sánchez, Cuentos Borgeanos
- 2015: Martín Laco, Coche & Las Piranias, Venecia Dry, El Extra & Los Imposibles, Julián Hernández, Augusto Pérez Thote, Symbelmyne, Chiara Zanini, Abril Sosa, Dastin Ghersi, La Tierra Tiembla, Pablo Alzamendi, Lucía Severino & Tránsito, Buentiempo, Pipe Bellora, Nico Sánchez, Marilina Bertoldi
- 2016: No se llevó a cabo
- 2017: Marcelo Moura
- 2018: La Mujer Pájaro, Frans & Los Hijos del Rigor, Dastin & Los Indios de Siempre, Micaela Schlieper, Ontario, Abril Sosa, Tito Fargo, Ángel
- 2019: Maleboux, Viva Elástico, Los Oxford, Pilar Gaggioni, Janise Fladung, Jazz n' Beatles, HA Dúo (Hugo Fattoruso y Albana Barrocas)
- 2020: Diego González, Gonzalo Zipitría
- 2021: VeRa, Orbitando Marte, Rojo Tres, Contrarreloj
- 2022: Viva Elástico, La Bruja del 72
- 2023: CELP, Jorge Araujo

## Artistas uruguayos que debutaron en la Campaña del Juguete
- Buentiempo
- Puzzle
- Pablo Alzamendi
- Ángel
- Pilar Gaggioni

## Artistas argentinos que debutaron en Uruguay en la Campaña del Juguete
- Coche & Las Piranias
- Frans & Los Hijos del Rigor
- Micaela Schlieper
- Jazz n' Beatles
- Janise Fladung
- Marilina Bertoldi
- Tito Fargo
- Jorge Araujo

## Premios
Mención especial del jurado de los Premios Graffiti a la Música Uruguaya 2019.